# 佐野寛
佐野 寛（さの ひろし、1954年 - ）は、日本の法学者。岡山大学理事・副学長。専門は国際私法。

## 略歴
- 1978年 - 名古屋大学法学部法律学科卒業
- 1980年 - 名古屋大学大学院法学研究科博士前期課程修了（法学修士）
- 1980年 - 名古屋大学法学部助手
- 1986年 - 岡山大学法学部助教授
- 1993年 - 岡山大学法学部教授
- 2004年 - 岡山大学大学院社会文化科学研究科教授
- 2017年 - 岡山大学理事・副学長

## 研究業績[2]
著書
- 『注釈国際私法　第1巻』（分担執筆）有斐閣、460-478頁、2011年12月
- 『注釈国際私法　第2巻』（分担執筆）有斐閣、65-105頁、294-308頁、2011年12月
- 『国際＜家族と法＞』（共著）八千代出版、2012年4月
- 『国際取引法　第4版』（単著）有斐閣、2014年10月

論文
- 「EU国際私法における製造物責任の準拠法」（単著）『岡山大学創立60周年記念論文集』（有斐閣）203－223頁2010年5月
- 「国際取引から生じる不法行為の準拠法―ローマⅡ規則と対比しつつ」（単著）日本国際経済法学会編『国際経済法講座Ⅱ』65－80頁、2012年11月
- 「EU国際私法はどこへ向かうのか？―ローマⅡ規則を手がかりとして」国際私法年報14号33－69頁、2013年3月

その他（判例評釈等）
- 「普遍主義国際私法理論」、「消費者契約」、「生産物責任」、「国連物品売買条約（CISG）」、「荷為替信用状・荷為替手形」『演習ノート国際関係法［私法系］』法学書院、2010年10月
- 「前婚の解消と後婚の成立との間に国籍の変更があった場合、待婚期間はどうなるか」、「渉外的養子縁組の実質的成立要件は、どこの国の法律によるか」（単著）『問答式　国際家族法の実務』新日本法規、2012年2月
- 「共同不法行為に基づく損害賠償請求について通則法17条および20条により日本法を準拠法とした事例」（単著）私法判例リマークス44号150-153頁、2012年2月
- 「国際私法と外国人政策」（単著）科研費補助金助成研究『移民外国人の社会統合問題をめぐる地域間比較研究：「内包」と「排除」の議論を超えて』（研究代表者：河原祐馬）成果報告書129-138頁、2012年3月
- 「日本における外国人の法的地位」（単著）黒神直純・成廣孝編著『多文化共生の潮流―内外の法と政治から岡山県の施策のあり方を考える―』77－93頁、2013年3月
- 「船舶先取特権の準拠法につき物権準拠法と被担保債権準拠法を累積適用すべきとした事例」私法判例リマークス51号152-155頁、2015年7月

学会報告
- 国際法学会2014年度大会（2014年9月20日）「法適用通則法における本国法主義の意義」

研究環境の整備
- 2010年度岡山大学学長裁量経費「台湾・高雄大学法学院との学術交流・学生交換プロジェクト」（代表）
- 2011年度岡山大学学長裁量経費「法学部と法科大学院の連携・接続教育の構築」（代表）
- 2011年度科学研究費補助金基盤研究（c）「EU国際私法における不法行為準拠法決定過程の事例分析」（2011年度～2013年度）（研究代表）
- 2012年度岡山大学「大学機能強化戦略経費」（教育方法等改善支援）「法学部と法科大学院の連携・接続教育の構築」（代表）
- 2013年度岡山大学「大学機能強化戦略経費」（教育方法等改善支援）「法学部と法科大学院の連携・接続教育の構築」（代表）
- 2014年度科学研究費補助金基盤研究(c)「国籍の取得・喪失原理に関する基礎的研究」（2014年度〜2016年度）（研究代表）

学会役員
- 国際法学会理事（2003年～）
- 国際私法学会理事（2002年～）
- 国際経済法学会理事（2006年～）

その他
- マックスプランク外国私法・国際私法研究所客員研究員として在外研究（2012年5月～2012年9月）

## 所属学会
- 国際私法学会
- 国際法学会
- 日本国際法協会
- 国際経済法学会